# Avonbeg
L'Avonbeg (en irlandais : Abhainn Beag, littéralement « petite rivière ») est une rivière coulant entièrement dans le comté de Wicklow en Irlande. Elle s'écoule dans le Glenmalure et forme lors de sa confluence avec l'Avonmore le fleuve Avoca.